# Plogbillsrörelsen

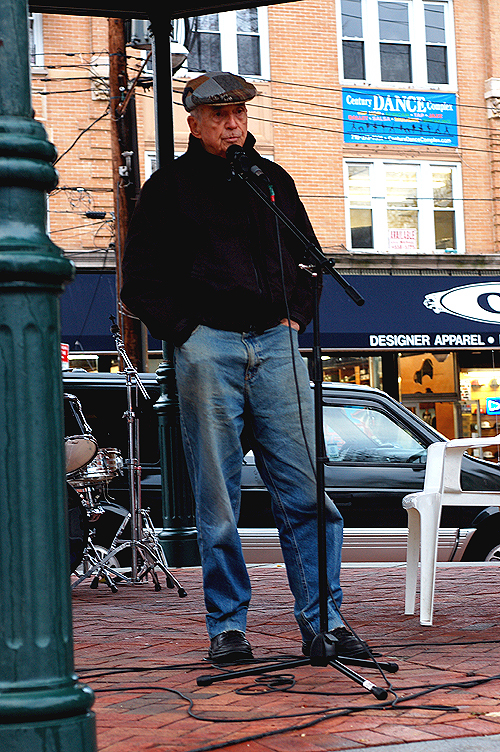
Daniel Berrigan (bilden) bildade tillsammans med sin bror Philip Berrigan Plogbillsrörelsen.

Plogbillsrörelsen är en icke-våldsrörelse bestående av grupper som genomför plogbillsaktioner genom att sabotera och skada vapen, enligt åklagare, eller smida om vapen, enligt deltagarna själva. De vapen som förstörts eller avrustats av olika plogbillsgrupper är kärnvapenmissiler, stridsflygplan, kärnvapenubåtar, helikoptrar och handeldvapen. Plogbillsgrupper använder hammare och andra handhållna verktyg. Namnet är hämtat från profetord som återfinns i judendom, kristendom och islam: De skall smida om sina svärd till plogbillar och sina spjut till vingårdsknivar.
Plogbillsrörelsen är en internationell rörelse, som startades i USA. 1988 genomfördes den första plogbillsaktionen i Sverige, då två aktivister försökte oskadliggöra kanoner från Bofors som var på väg att säljas till Indien. Sedan dess har plogbillsaktionerna i Sverige kommit med jämna mellanrum. På senare år genomförs aktionerna inom kampanjen Avrusta, som startades av det svenska nätverket Ofog, vilket är en del av plogbillsrörelsen.[källa behövs]
Några framträdande deltagare i Sverige är aktiva i kristna fredsrörelsen och Catholic Worker, medan andra deltagare är ateister, agnostiker eller av annan trosuppfattning. Olika plogbillsgrupper lyfter fram pacifism, feminism, anarkism och ickevåld. I Sverige, England och Tyskland har enskilda deltagare i plogbillsrörelsen haft förtroendeuppdrag i parlament.
Plogbillsaktioner bygger på civil olydnad och icke-våld med fredliga metoder som formulerades av Gandhi, i syfte att genom så kallad direkt avrustning hindra vapentillverkningens konsekvenser och att uppnå dialog i domstolar. Emellertid förespråkade inte Gandhi sabotage vilket några plogbillsgrupper har blivit åtalade för. Aktivisterna informerar vapenindustrin om kommande aktioner. I samband med aktionerna planterar man ibland vinrankor och fikonträd, samt samtalar med vakter och bjuder dem på något att äta. Under 1997 till 2000 träffades representanter för Bofors och plogbillsrörelsen regelbundet för "rundabordssamtal".

## Teori
Intentionen med att genomföra plogbillsaktioner har under vittnesmål på rättegångar mot plogbillsgrupper förklarats som att avrusta och desarmera vapen, att stödja de som hotas av dessa vapen i olika delar av världen, och att uppnå rättvisa och fred. 
Plogbillar har försökt bevisa, bland annat under en rättegång i Dublin i samband med andra irakkriget, att avrustningsaktionen minskar dödande och hindrar vapnen från att användas i kriget. 
Idén med att stanna kvar och ta sitt straff efter en aktion är att lydnaden bryts. 
Flera plogbillsgrupper har under rättegångar vittnat om att militarism är en säkerhetsrisk i sig - alltså även för medborgare i landet som har vapnen. 
En plogbillsaktion syftar, enligt deltagares vittnesmål, till att direkt börja bygga det samhälle som eftersträvas. Mål och medel ska, inspirerat av Mahatma Gandhi, vara ett. 
Aktivister har dessutom vittnat i rättegångar om att plogbillsaktioner är symboliska. Aktionerna har ett mervärde förutom den direkta avrustningen av vapnen.

## Plogbillsaktioner med svenska deltagare
- Pershing Plowshares Påskdagen 1984 deltog den förste svensken i en plogbillsaktion. Per Herngren och sju personer från USA oskadliggjorde med hammare delar till en Pershing II kärnvapenraket som tillverkades på Martin Marietta, Florida. De dömdes till åtta års fängelse och avtjänade mellan 14 och 24 månader. Per Herngren utvisades efter femton månaders fängelse till Sverige.

- PERSHING TO PLOWSHARES 12 december 1986 oskadliggjorde Stellan Vinthagen från Linköping tillsammans med tre tyskar avfyrningsutrustning för Pershing II raketer i Schwäbisch-Gmünd, Tyskland. Stellan Vinthagen dömdes till två månader i fängelse.

- Välj Livet Den 20 april 1988 genomfördes den första plogbillsaktionen i Sverige. Gun-Marie Carlsson (numera Tranberg) och Henrik Frykberg hade väntat i flera dygn vid Uddevalla hamn på att kanonerna skulle anlända på järnvägsvagnar. Kanonerna var av typen Fälthaubits 77 och de var en del av Bofors stora Indienorder. De gick fram till kanonerna med sina verktyg men lade dessa på marken så fort vakten kom. De blev arresterade och släppta efter cirka 10 timmar.

- Stoppa Vapenexporten - Plogbillsaktion 2 På torsdagskvällen den 16 februari 1989 rullade fem kanoner, fälthaubits 77b, in på Kristinehamns järnvägsstation. Kanonerna var tillverkade på Bofors och skulle fraktas till en hamn på västkusten för vidareleverans till Indien. Gunilla Åkerberg från Segmon i Värmland och Anders Grip från Björkå i Småland tog sig in på banområdet. De gick upp på en järnvägsvagn och gjorde en kanon obrukbar genom att hamra på laddningsmekanismen, varefter de hängde upp en banderoll med texten "AVRUSTNINGEN HAR BÖRJAT". De hängde sedan upp en gunga på kanonröret som de prövade, varefter de firade avrustningen med att äta semlor. Polisen kom efter en halvtimme och arresterade dem. De två blev dömda till skadestånd men Bofors lade ner sina anspråk.

- Plogbillsaktion Eskilstuna I gryningen på vårdagjämningen den 20 mars 1990 klättrade Linus Brohult, Johan Hammarstedt och Lasse Gustavsson över staketet till FFV-Ordnance Gevärsfaktori i Eskilstuna. De gick in i fabriksbyggnadens entré och kom fram till en utställningsmonter med bland annat ett Carl Gustaf granatgevär. De bröt upp låset, lade granatgeväret på golvet och hamrade på avfyrningsmekanismen tills vapnet inte längre var brukbart. De vecklade ut sin banderoll "VAPEN HAR AVRUSTATS". De dömdes till skadestånd.

- Plogbillsaktion Gevärsfaktoriet Den 1 mars 1991 gick Stefan Falk från Stockholm, Anders Grip från Björkå i Småland och Per Herngren från Göteborg in med morgonskiftet på FFV-Ordnance Gevärsfaktori i Eskilstuna. I arbetskläder och besöksbrickor med texten "Ett avväpnande BESÖK på Gevärsfaktoriet" gick de in till vapenlagret. Stefan oskadliggjorde ett automatgevär, AK-5, medan Per och Anders oskadliggjorde två Carl Gustaf granatgevär med sina hammare. Rättegången hölls 1994 och de dömdes till böter (Per och Stefan) respektive 1 månads fängelse (Anders).

- Plogbillsaktion Ing 3 Den 8 januari 1992 var första gången som en värnpliktig genomförde en plogbillsaktion. Magnus Eklund från Stockholm var inkallad till militärtjänst på Ing 3 i Boden. När han fick sitt vapen, ett automatgevär AK 4, lade han ner det på golvet och hamrade sönder siktet samt fästet till ammunitionsmagasinet. Han lade därefter sin hjälm upp och ner på golvet - en lokal symbol för fred - och klargjorde för befäl att han inte längre stod till krigsmaktens förfogande. Eklund delade ut ett brev där han förklarade att "jag vill avrusta mitt eget våld och visa att det finns de som inte accepterar militarismen... Jag önskar att folk ska bli mindre rädda att bryta sin lydnad och istället ta sina tankar på allvar. Stora strukturer, såsom militären, vilar till sist på oss individer". Magnus Eklund dömdes till fyra månaders fängelse.

- JAS till plogbillar -93 På sommarsolståndet den 22 juni 1993 tog sig Igge Olsson och Pia Lundin, båda från Uppsala, in på Saab:s militära område i Linköping där JAS 39 Gripen tillverkas. De sådde vetekorn och planterade uppdrivna veteplantor i marken. De tog sig fram till hangaren och bände upp en dörr med kofot. De hängde upp en banderoll med aktionens namn och började hamra på bombfästena på flygplansvingarnas undersida. När de var klara bredde de ut en indisk duk och började äta bröd och dricka vatten. Vakter kom och blev bjudna på körsbär. Två dagar senare fortsatte aktionen. Hans Leander och Tomas Falk, även de från Uppsala, gick in för att oskadliggöra ytterligare tre plan. De blev upptäckta innan de kommit fram till hangaren. Tingsrätten dömde dem för grov skadegörelse (Olsson och Lundin), respektive medhjälp och försök till grov skadegörelse (Falk och Leander), till 1½ års fängelse och 1,7 miljoner kronor i skadestånd till Saab. Hovrätten i sin tur sänkte straffet till 1 års fängelse och 84 000 kronor i skadestånd. De avtjänade sina straff och frigavs i augusti och november 1994. Skadeståndet ville de dock inte betala till Saab eftersom pengarna då skulle användas till JAS. De föreslog därför till Saab att pengarna skulle gå till något annat projekt.

- Anarkistisk Plogbillsaktion Den 27 januari 1994 tog sig Calle Höglund från Lidköping och Karna Rusek från Göteborg in på flygbasen Såtenäs F7 i Lidköping. De oskadliggjorde planet genom att hamra på dess framspets där pitotrör och nosradomen sitter (innehåller bland annat radarteknologi samt mätinstrument för lufttryck), varpå de greps och blev häktade. De dömdes senare för sabotage till tolv (Höglund) respektive tre månaders fängelse (Rusek). Även stödpersonerna åtalades. Ulf Lundblad, Mats Kolmisoppi och Henrik Höglund dömdes för medhjälp till sabotage till åtta månaders fängelse (Lundblad och Höglund) respektive 2 års villkorlig dom (Kolmisoppi). Alla fem dömdes att solidariskt betala skadeståndet på 206 000 kr.

- Seeds of Hope var en plogbillsgrupp i England 1996 - som frikändes. Den hade en svensk deltagare.

- Avrustning för Fred Torsdagen 24 oktober 1996 klockan 18:00 klättrade Igge Olsson och Kajsa Svensson över staketet till Landvetters flygplats utanför Göteborg, in i flygplatsens lagerlokal för avgående gods, och efter att ha hejat på arbetarna skred de till verket: Syftet var att oskadliggöra en sändning vapen ämnade för Indonesien som på den här tiden ockuperade Östtimor. De menade att de hade information att Bofors luftvärnssystem Robot 70, skulle skickas till Indonesien. De lyckades inte finna sådana vapen och bjöd istället lagerarbetarna på bullar. De greps och släpptes samma dag. Domaren ville inte tillåta någon som helst bevisning från aktivisternas sida angående Indonesiens folkmord på Östtimor. Tingsrättens dom blev 40 dagsböter för olaga intrång. Stöduttalanden kom dock från en av Miljöpartiets dåvarande språkrör Birger Schlaug och Östtimors ledare José Ramos-Horta som senare fick Nobels fredspris.

- Så Välj Då Livet 19 april 1997 gick Marija Fischer och Cecilia Redner in på Bofors vapenfabriksområde i Karlskoga. Där planterade de ett äppelträd och försökte oskadliggöra en fartygskanon av det slag som exporteras till Indonesien. Marija Fischer dömdes till villkorlig dom och åttio dagsböter. Cecilia Redner dömdes till skyddstillsyn och etthundra dagsböter. Ett skadestånd på 38 000 kr utdömdes också.

- Plogbillsgruppen Bröd inte Bomber Den 13 september 1998 tog sig Plogbillsgruppen Bröd Inte Bomber in på fabriken för kärnvapenubåtar i Barrow, England. De började montera ner utrustning som användes vid tillverkningen av ubåtarna, innan de greps av vakterna. De häktades i totalt sex månader. I maj 1999 hölls första rättegången där de tre plogbillarna Ann-Britt Sternfeldt, Annika Spalde och Stellan Vinthagen hävdade att innehav av kärnvapen strider mot internationell lag. Juryn kunde inte enas om huruvida aktionen var laglig eller olaglig. Resultatet blev en så kallad Hang Jury. Den nya rättegången började den 13 oktober. Den 21 oktober meddelade rätten att plogbillarna fick 1 års fängelse för aktionen. Med jurysiffrorna 10-2 befanns de åtalade skyldiga till "conspiracy to commit criminal damage".

- Saab Microwave Blivande2 Plogbill Med var sin smideshammare oskadliggjorde Ulla Røder från Danmark och Per Herngren från Sverige en krigsradarkupol, torsdagen 26 juni 2008, inne på SAAB Microwave i Mölndal. De hamrade dessutom på fabrikens testanläggning två dagar tidigare 24 juni 2008. Efter en halvtimme inne på skyddsklassat fabriksområde greps plogbillsgruppen. De hölls i förvar i en timme och släpptes efter förhör i väntan på rättegång. Förutom att hamra planterade gruppen även fikon inne på fabriksområdet med en trädgårdsspade. Plogbillsaktionen var ett samarbete med Deleuze-forskare i Göteborg. Forskarna undersökte tillsammans med plogbillsgruppen hur motstånd och Deleuze filosofi skulle kunna sätta varandra i rörelse. Blivande upphöjt till två i gruppens namn kommer från att Deleuze, enligt forskargruppen som deltog, betonade dubbla blivande: bliva blivande istället för något. Mölndals Tingsrätt dömde Ulla Røder och Per Herngren till 2500 kr för olaga intrång. Källa: Saab Microwave Blivande2 Plogbills hemsida.

- Avrusta Den 16 oktober 2008 saboterade Catherine Laska och Pelle Strindlund kylare och hydraulcylindrar till haubits FH77B inne på BAE Systems Bofors i Karlskoga. Av allt att döma ingick delarna i en export till de indiska väpnade styrkorna. Företaget hävdade efteråt att fredsaktionen orsakat skador för ca en halv miljon kronor. Domen i hovrätten blev tre månaders fängelse för Strindlund, villkorligt för Laska samt gemensamt skadestånd 192 738 kr. Samma natt saboterade Anna Andersson och Martin Smedjeback 14 granatgevär Carl Gustaf på Saab Dynamics fabrik i Eskilstuna. Av allt att döma ingick vapnen i en leverans till USA. Eskilstuna Tingsrätt dömde aktivisterna till fyra månaders fängelse och 11 000 kronor i skadestånd. I november 2010 dömdes de också i en civil skadeståndsprocess till att betala ytterligare 471 419 kronor till företaget. Båda sabotagen var en del av kampanjen Avrusta, som startades i september 2008 av nätverket Ofog.

- Avrustningsförsök av JAS-flygplan 22 mars 2009 gick Annika Spalde, Martin Smedjeback och Pelle Strindlund in på Saab Aerospace Systems i Linköping i syfte att sabotera JAS för export. Martin Smedjeback dömdes till fem månaders fängelse, Pelle Strindlund till fyra månaders fängelse och Annika Spalde sex månaders fängelse för försök till sabotage; alla tre dömdes till skadestånd 151 000 kr. Deras sabotage var en del av kampanjen Avrusta, som startades i september 2008 av Ofog.

## Exempel på andra närliggande aktioner av plogbillsrörelsen
Vapeninspektion I januari 2004 tog sig Ulrika Hävre in på Saabs område i Linköping. Aktionen kallades för en "vapeninspektion", och Hävre antecknade serienummer på de stridsflygplan som fanns på området. Syftet var att kontrollera huruvida de var avsedda att exporteras. När hon hade antecknat serienumren anmälde hon sig själv. Hävre dömdes i tingsrätten till fyra månaders fängelse för bland annat förberedelse till sabotage. Domen ändrades i hovrätten till en månads fängelse för grovt olaga intrång.